# Plesionoma
Plesionoma is een geslacht van wantsen uit de familie van de Tingidae (Netwantsen). Het geslacht werd voor het eerst wetenschappelijk beschreven door Carl John Drake in 1950.

## Soorten
Het genus bevat de volgende soorten:

- Plesionoma biseriatum Duarte Rodrigues, 1987
- Plesionoma capeneri Duarte Rodrigues, 1982
- Plesionoma drakei Schouteden, 1965
- Plesionoma eteosa Drake, 1954
- Plesionoma humeralis (Distant, 1902)
- Plesionoma leroyi Schouteden, 1955
- Plesionoma theroni Duarte Rodrigues, 1988